# Fès-Meknès
Fes-Meknès ( arabisk: فاس-مكناس , Fas Maknas ; berbisk: ⴼⴰⵙ-ⵎⴽⵏⴰⵙ , Fas Mknas ; engelsk: Fez-Meknes ) er en af Marokkos tolv regioner . Den har en befolkning på 4.236.892 mennesker (folketælling fra 2014). Regionshovedstaden er Fez. Dens nuværende præsident er Mohand Laenser.

## Historie
Fès-Meknes blev oprettet i september 2015 ved en sammenlægning af Fès-Boulemane med præfekturet Meknès og provinserne El Hajeb og Ifrane (i regionen Meknès-Tafilalet ) og provinserne Taounate og Taza (i Taza-Al Hoceima-Taounate-regionen).

## Inddeling
Regionen Fès-Meknes indeholder 7 provinser og 2 præfekturer:  
| Provins eller Præfektur | Type      | geografisk kode | ISO kode | HASC kode | Areal Km² | By komm. | Land komm. | Befolkning 2014 |
| ----------------------- | --------- | --------------- | -------- | --------- | --------- | -------- | ---------- | --------------- |
| Fès Præfekturet         | Præfektur | 03.231.         | MA-FES   | MA.FM.FS  | 311,5     | 6        | 3          | 1.150.131       |
| Meknès-præfekturet      | Præfektur | 03.061.         | MA-MEK   | MA.FM.ME  | 1.787     | 6        | 15         | 835.695         |
| El Hajeb-provinsen      | Provins   | 03.171.         | MA-HAJ   | MA.FM.EH  | 2.135     | 4        | 12         | 247.016         |
| Ifrane-provinsen        | Provins   | 03.271.         | MA-IFR   | MA.FM.IF  | 3.777     | 2        | 8          | 155.221         |
| Sefrou-provinsen        | Provins   | 03.451.         | MA-SEF   | MA.FM.SE  | 3.462     | 5        | 18         | 286.489         |
| Moulay Yacoub-provinsen | Provins   | 03.591.         | MA-MOU   | MA.FM.ZM  | 1.480     | 1        | 10         | 174.079         |
| Boulemane-provinsen     | Provins   | 03.131.         | MA-BOM   | MA.FM.BO  | 14.234    | 4        | 17         | 197.596         |
| Taza-provinsen          | Provins   | 03.561.         | MA-TAZ   | MA.FM.TZ  | 6.097     | 4        | 34         | 528.419         |
| Taounate-provinsen      | Provins   | 03.531.         | MA-TAO   | MA.FM.TN  | 5.598     | 5        | 44         | 662.246         |